# Rudenkî-Honceari, Zinkiv
Rudenkî-Honceari (în ucraineană Руденки-Гончарі) este un sat în comuna Udovîcenkî din raionul Zinkiv, regiunea Poltava, Ucraina.

## Demografie
Componența lingvistică a localității Rudenkî-Honceari
     Ucraineană (100%)
Conform recensământului din 2001, toată populația localității Rudenkî-Honceari era vorbitoare de ucraineană (100%).